# Светско првенство у биатлону 1962.
Светско првенство у биоатлону 1962. било је четврто светско првентво у биатлону а одржано је 4. марта 1962. у финском граду Хеменлина. Одржана је само једна трка у дисциплини појединачно на 20 км, за коју су додељене медаље. Резултати у екипној конкуренцији добијени су сабирањем времена тројице најбољих такмичара земље коју су заступали. Ови резултати су били незванични у медаље нису додељиване.
Такмичило се само у мушкој конкуренцији. Медаље су освојили представници две земље. 

## Земље учеснице
Учествовало је 40 биатлонаца из 10 земаља.
| Европа (26)                                       | Европа (26)                                 | Европа (26)                                         |
| ------------------------------------------------- | ------------------------------------------- | --------------------------------------------------- |
| - Аустрија (4) - Источна Немачка (4) - Финска (4) | - Француска (4) - Норвешка (4) - Пољска (4) | - СССР (4) - Шведска (4) - Уједињено Краљевство (4) |
| Северна Америка (4)                               |                                             |                                                     |
| САД (4)                                           |                                             |                                                     |

## Освајачи медаља

### Мушкарци
| Дисциплина        |                                    | Време               | Заостатак |                         | Време               | Заостатак |                                     | Време               | Заостатак |
| 20 км појединачно | Владимир Меланин · Совјетски Савез | 1.23:30 2 (2+0+0+0) | -         | Анти Тирвајнен · Финска | 1.24:08 1 (0+0+1+0) | +38,0     | Валентин Пшеницин · Совјетски Савез | 1.24:17 1 (1+0+0+0) | +47,0     |

За сваки промашај мете добијала се казна од 2 додатна минута.

## Биланс медаља
| Медаље земље домаћина |

|    | Земља           |   |   |   |   |
| -- | --------------- | - | - | - | - |
| 1. | Совјетски Савез | 1 | - | 1 | 2 |
| 2. | Финска          | - | 1 | - | 1 |
|    | Укупно (2)      | 1 | 1 | 1 | 3 |

|    | Земља           |   |   |   |    |
| -- | --------------- | - | - | - | -- |
| 1. | Совјетски Савез | 2 | 2 | 2 | 6  |
| 2. | Шведска         | 1 | 1 | 1 | 3  |
| 2. | Финска          | 1 | 1 | 1 | 3  |
|    | Укупно (3)      | 4 | 4 | 4 | 12 |

### Вишеструки освајачи медаља после 4. СП 1958—62
|    | Биатлонац        | Земља           |   |   |   |   |
| -- | ---------------- | --------------- | - | - | - | - |
| 1. | Владимир Меланин | Совјетски Савез | 2 | 0 | 0 | 2 |
| 2. | Анти Тирвајнен   | Финска          | 0 | 1 | 1 | 2 |

## Незванични програм

### Екипна трка
У односу на екипну трку на 2. Светском првенству у биатлону 1959. све је остало исто, сабирање резултата прва 3 такмичара из исте екипе, а систем бодовања је остао исти.
| Дисциплина  | 1. екипа                                                                 | Време   | 2. екипа                                               | Време   | 3. екипа                                             | Време   |
| Екипна трка | Совјетски Савез · Владимир Меланин · Валентин Пшеницин · Николај Пузанов | 4.12:38 | Финска · Анти Тирвајнен · Хану Пости · Калеви Хусконен | 4.20:45 | Норвешка · Јон Истад · Олав Јордет · Хенри Хермансен | 4.36:55 |